# Aeropuerto de Oakland de la Bahía de San Francisco
El Aeropuerto de Oakland de la Bahía de San Francisco (en inglés, Oakland San Francisco Bay Airport) (IATA: OAK, OACI: KOAK, FAA LID: OAK), es un aeropuerto público localizado a 7.4 km (4.6 millas) al sur del Distrito Central de Negocios de Oakland, una ciudad en el condado de Alameda, California, Estados Unidos. Es operado por el Puerto de Oakland. El aeropuerto tiene servicio de pasajeros a ciudades de Estados Unidos, México, Centroamérica y Europa. Los vuelos de carga vuelan a ciudades de Estados Unidos, Canadá y Japón.
Oakland es una ciudad foco para Southwest Airlines y Allegiant Air. A partir de agosto de 2015 Southwest tiene 120 salidas diarias en los días de mayor viajes. Alaska Airlines combinada con la compañía hermana Horizon Air fue la segunda aerolínea más ocupada en el aeropuerto hasta el 2013. En enero de 2014, Delta Air Lines  alcanzó a Alaska como la compañía aérea número 2.
Las cinco aerolíneas por número de pasajeros entre octubre de 2014 y septiembre de 2015 fueron Southwest Airlines (71.08%), Alaska Airlines (6.28%), Spirit Airlines (4.48%), Hawaiian Airlines (3.72%) y JetBlue Airways (3.49%). Entre octubre de 2014 y septiembre de 2015, 10,947,066 de personas viajaron a través de OAK.
En 2009, OAK tuvo el mayor porcentaje de llegada a tiempo entre los 40 aeropuertos norteamericanos más ocupados.

## Instalaciones y aviones

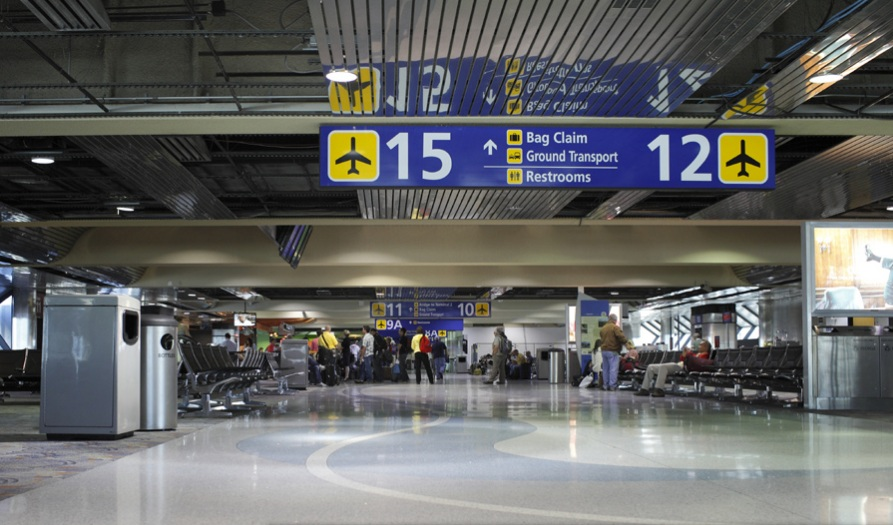
Dentro de la Terminal 1 del Aeropuerto de Oakland de la Bahía de San Francisco.

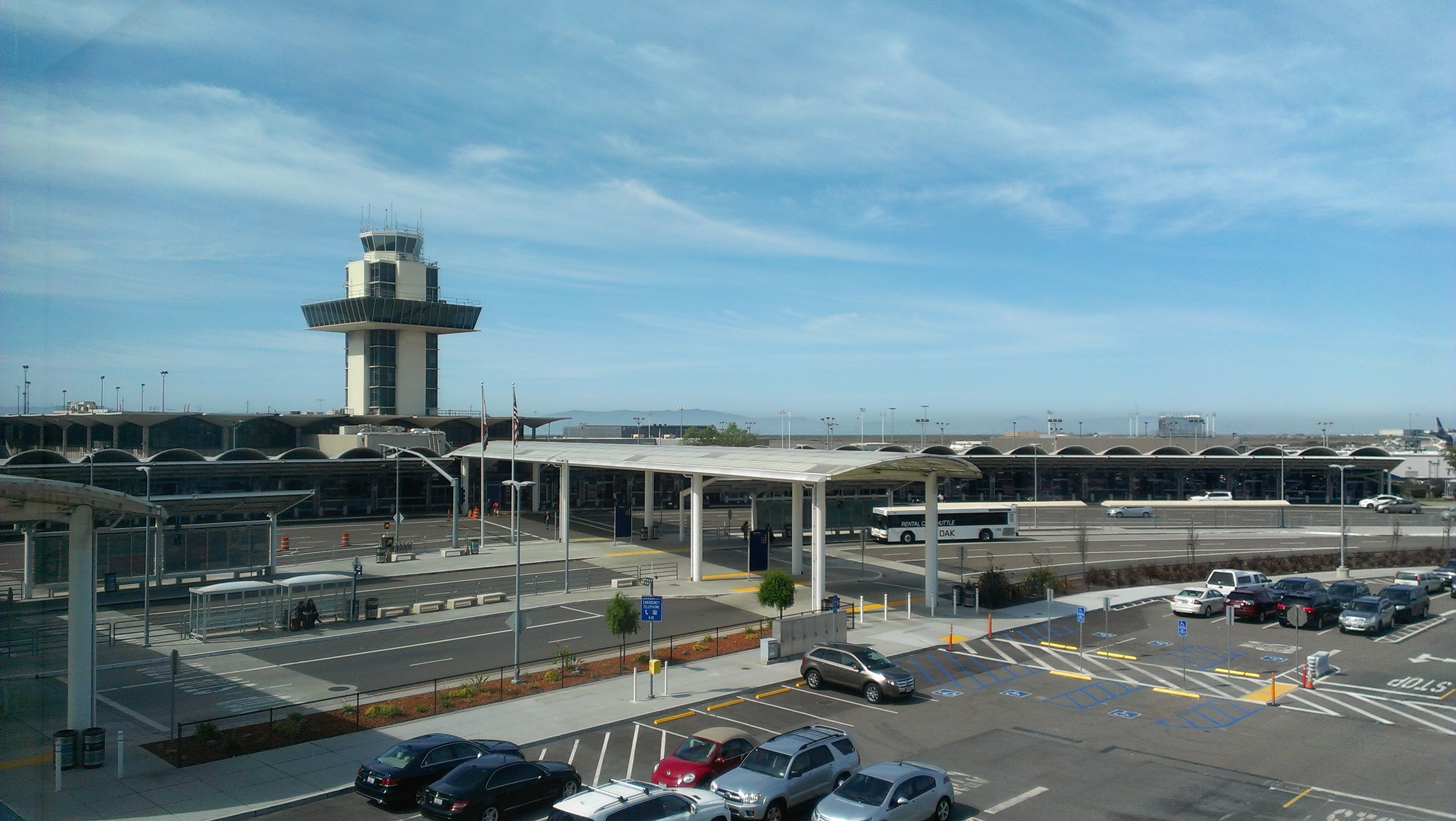
Terminal 1 y bucle de transporte de tierra.

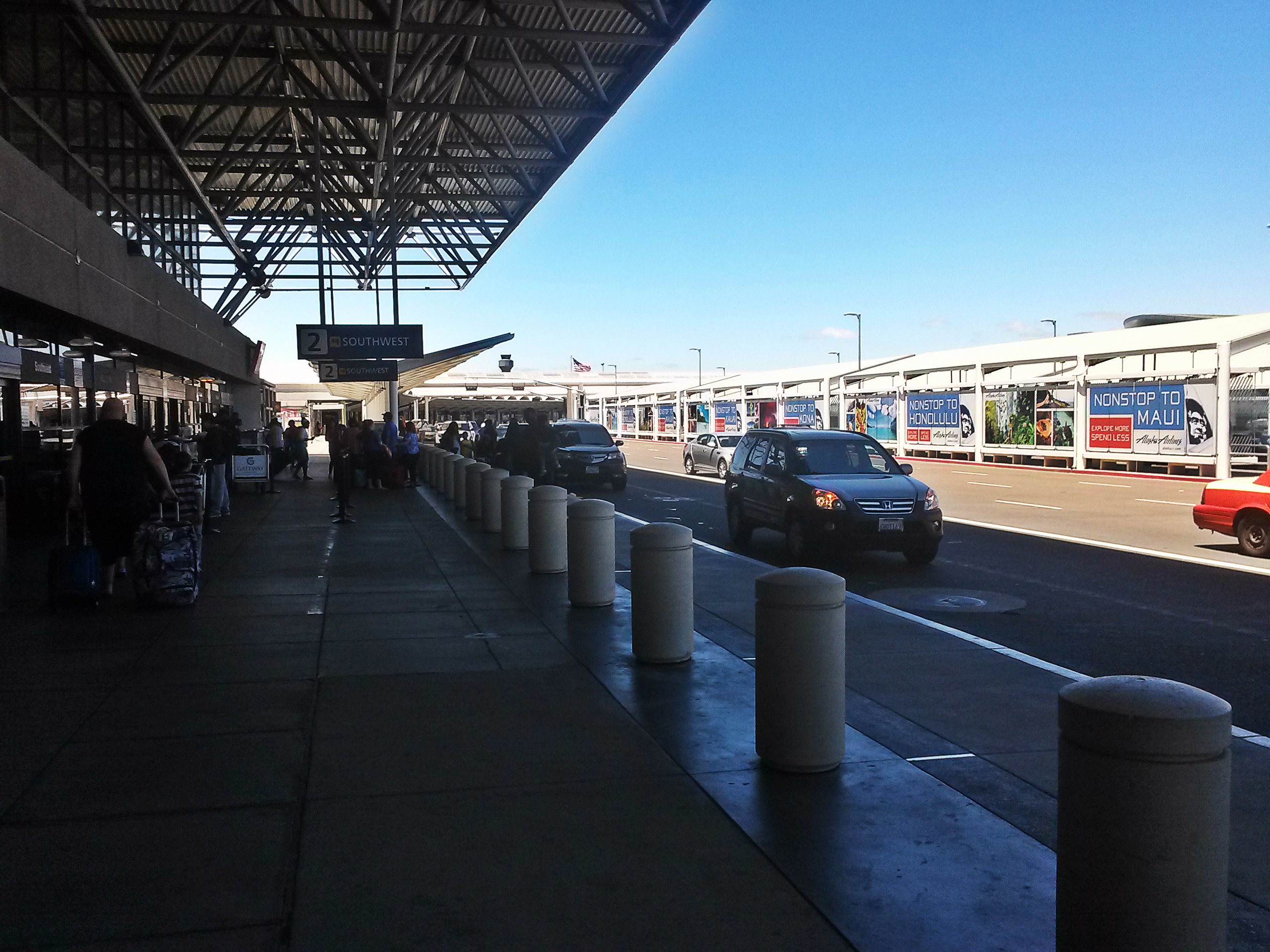
Terminal 2 en el Aeropuerto de Oakland de la Bahía de San Francisco.

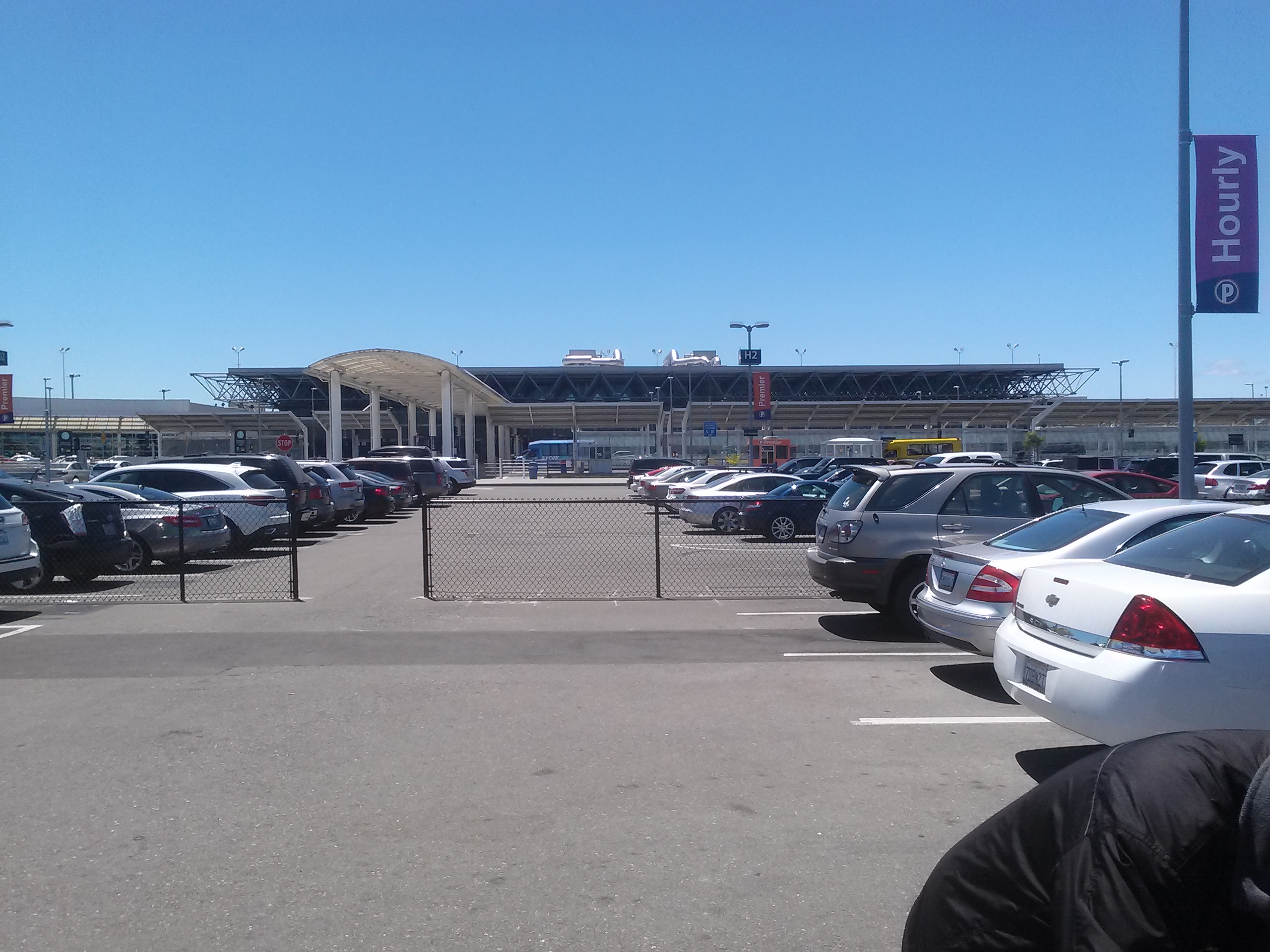
Vista de la Terminal 2 del Aeropuerto de Oakland de la Bahía de San Francisco.

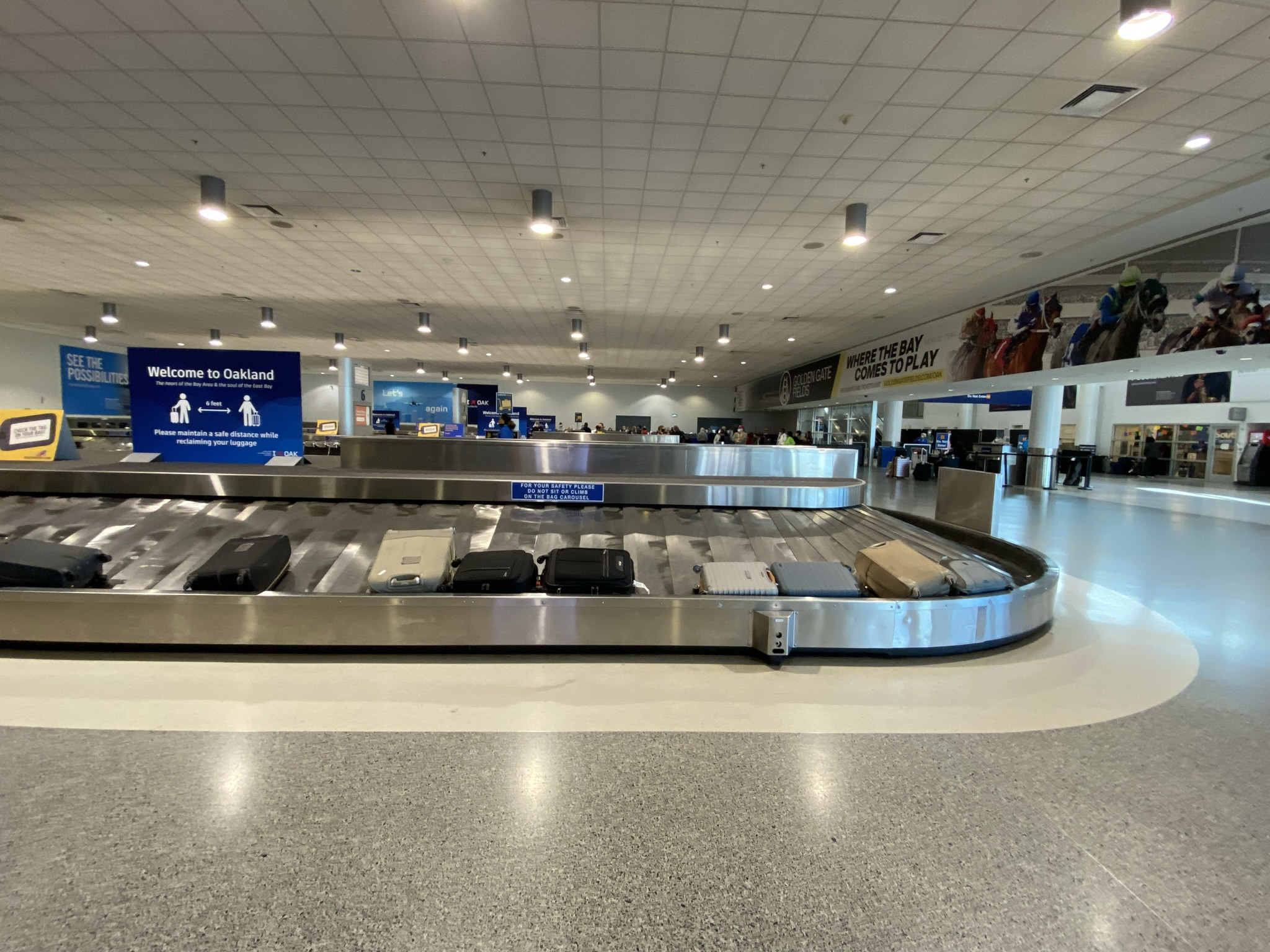
Bandas de reclamo de equipaje de la Terminal 2 del aeropuerto.

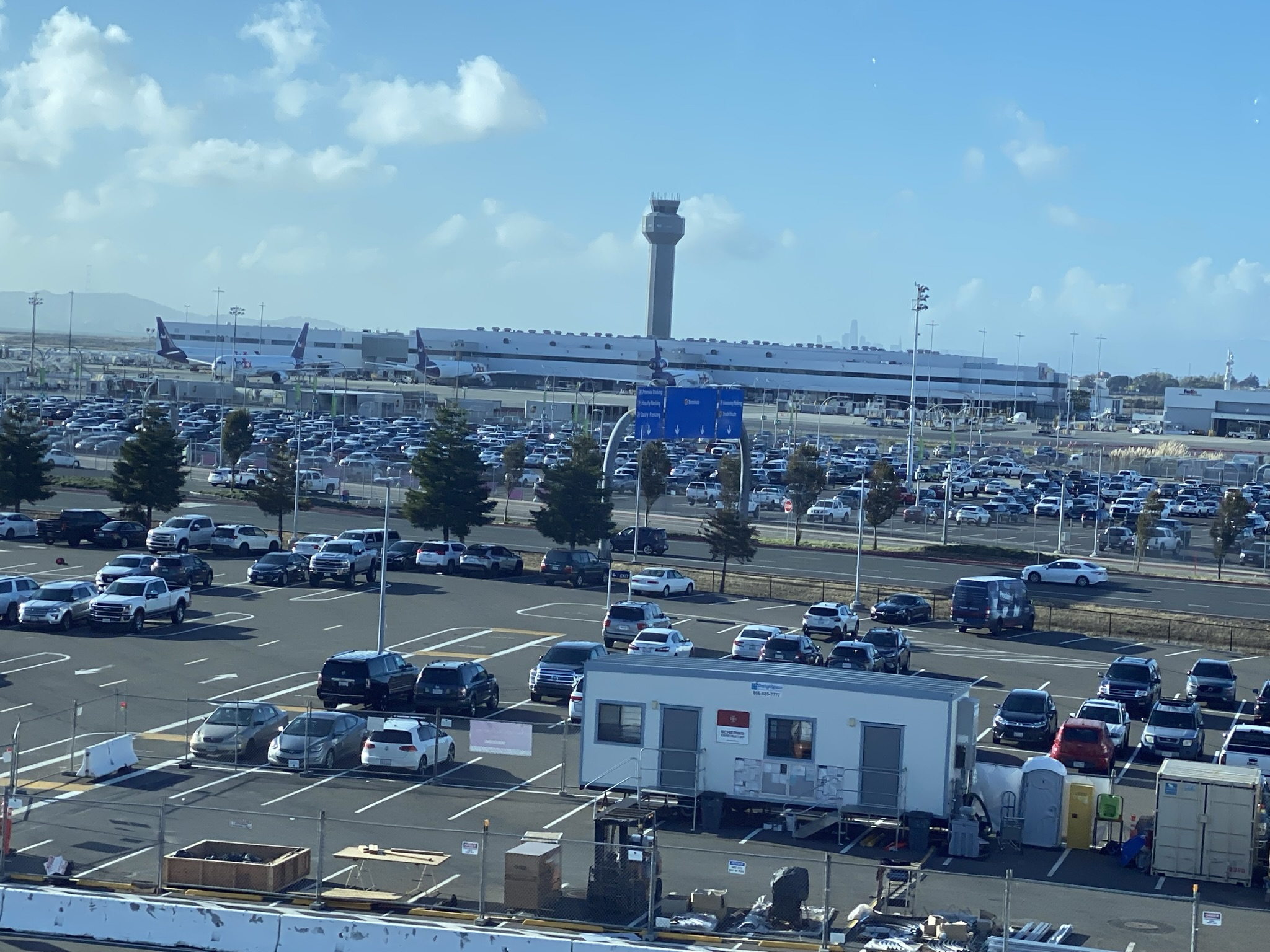
Vista del aeropuerto.

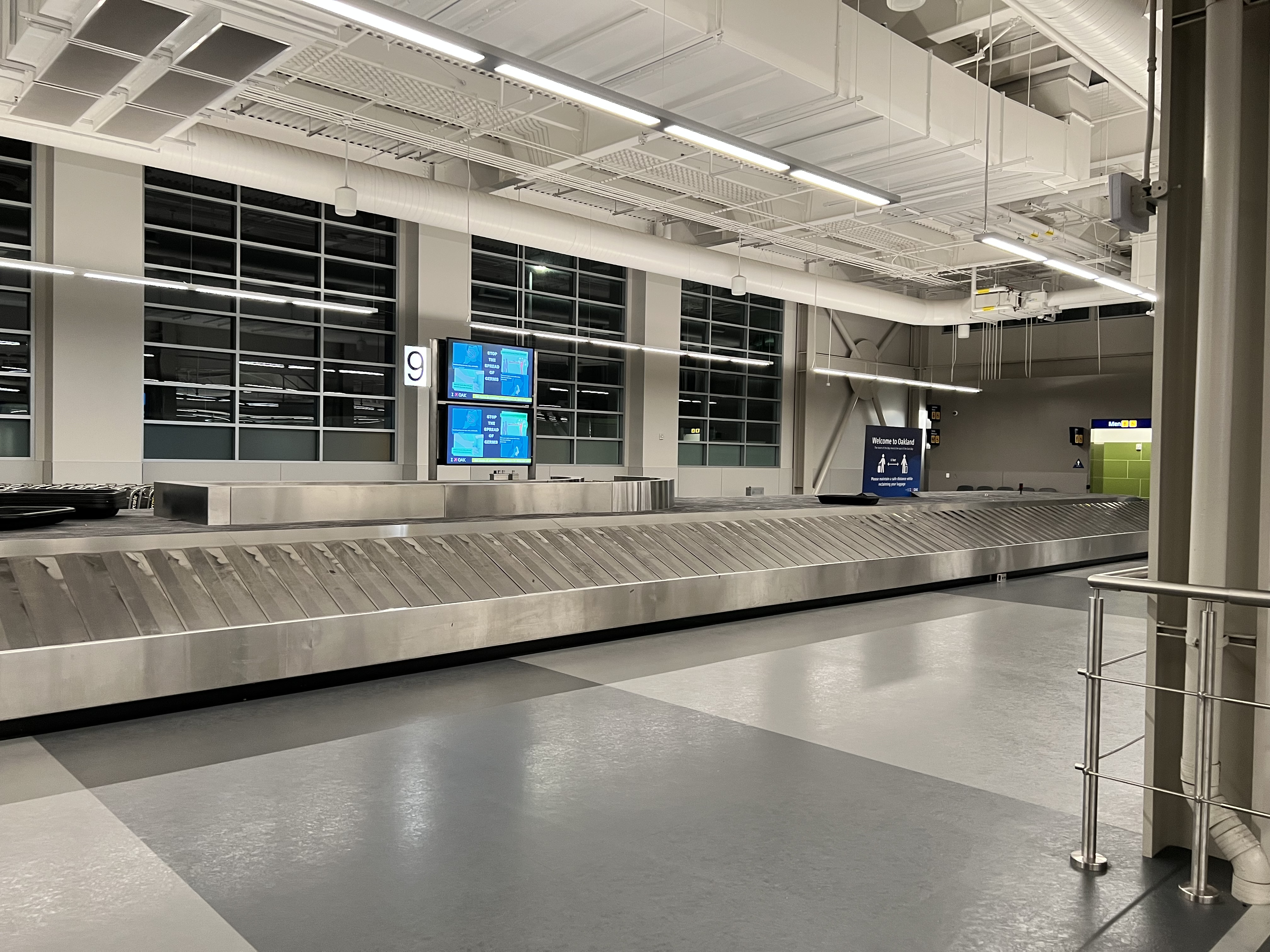
Banda de reclamo de equipaje de las llegadas internacionales de la Terminal 1 del aeropuerto.

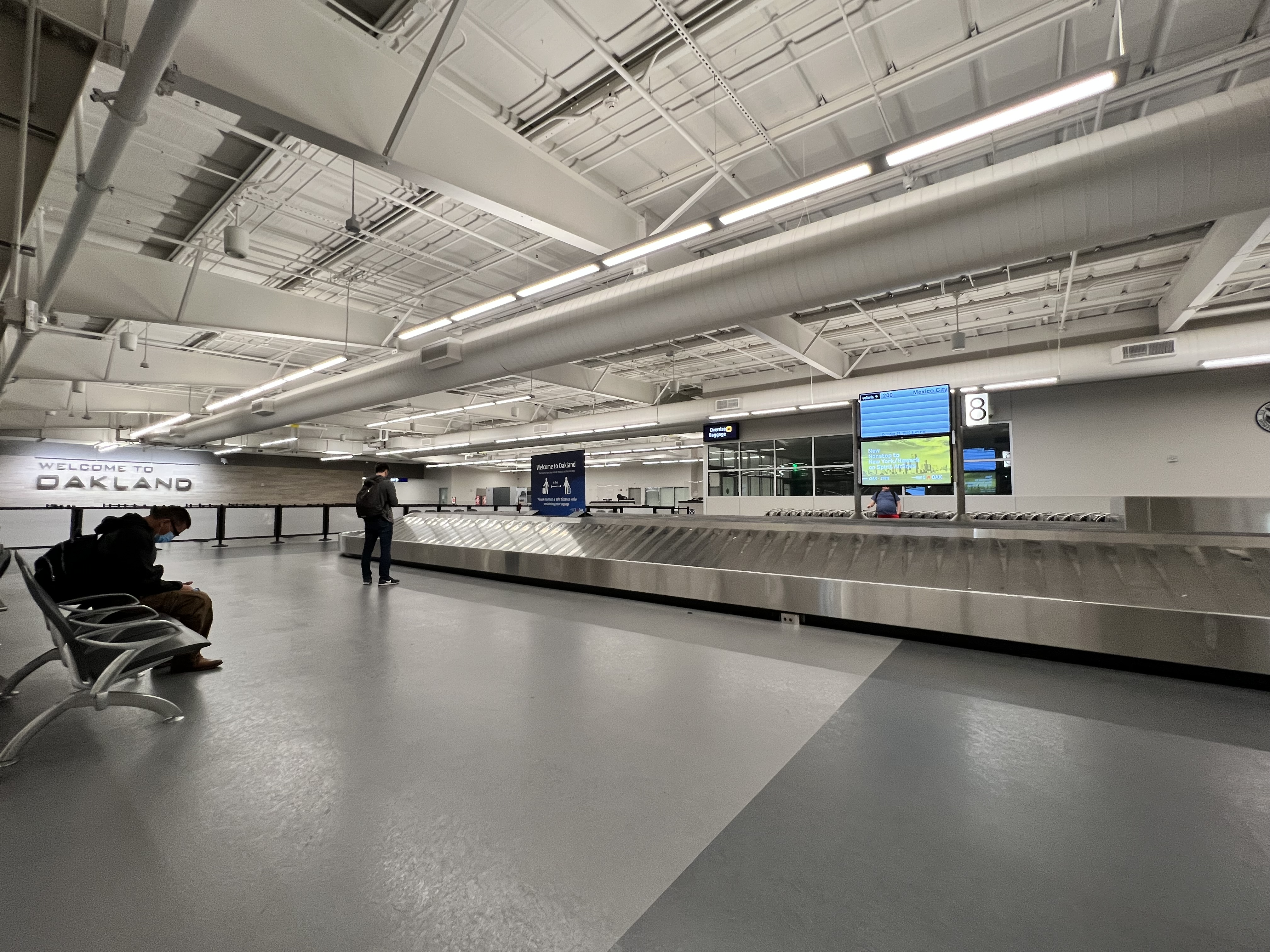
Banda de reclamo de equipaje de las llegadas internacionales de la Terminal 1 del aeropuerto.

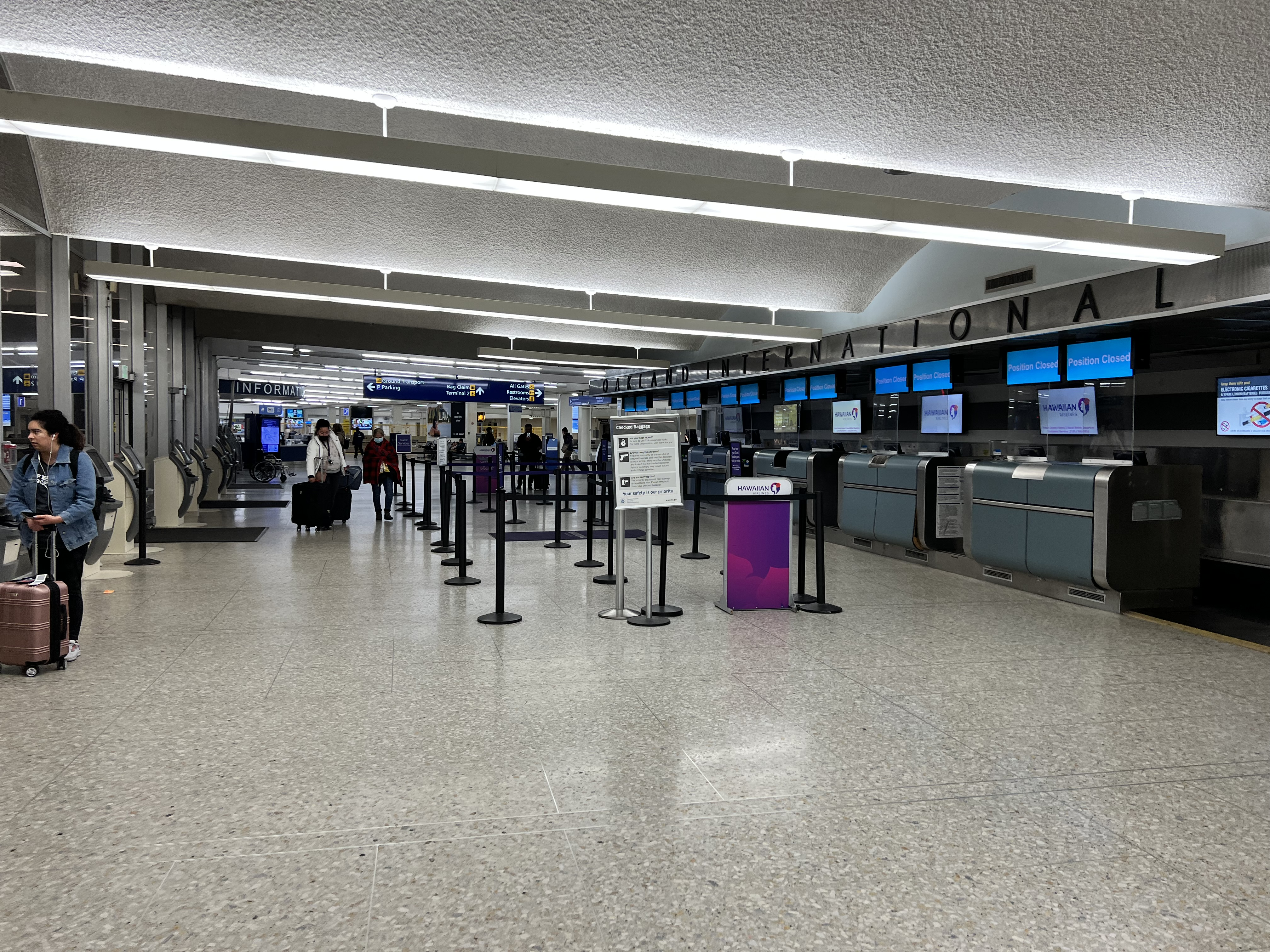
Mostradores de documentación de la Terminal 1 del aeropuerto.

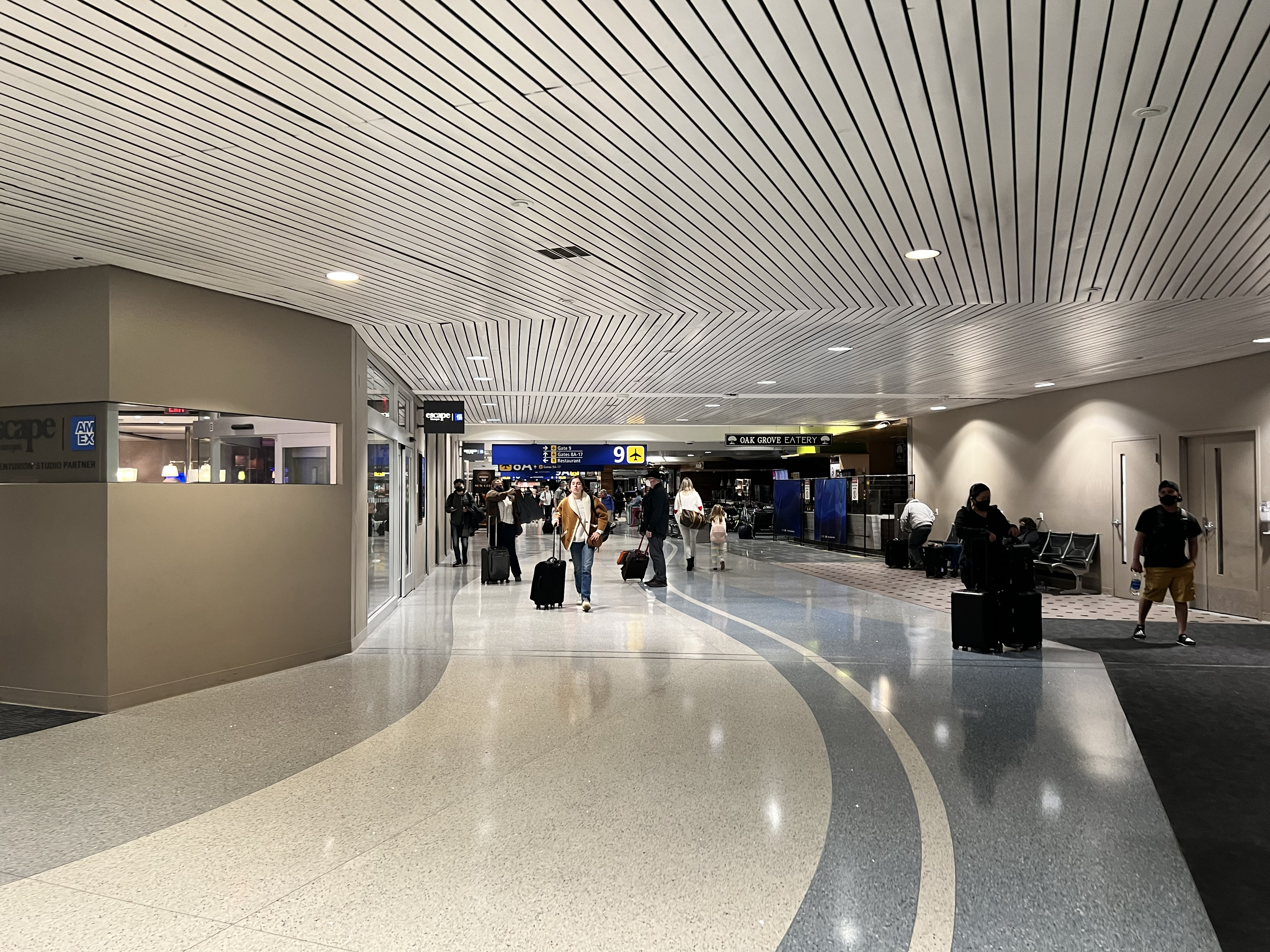
Terminal 1 del aeropuerto.

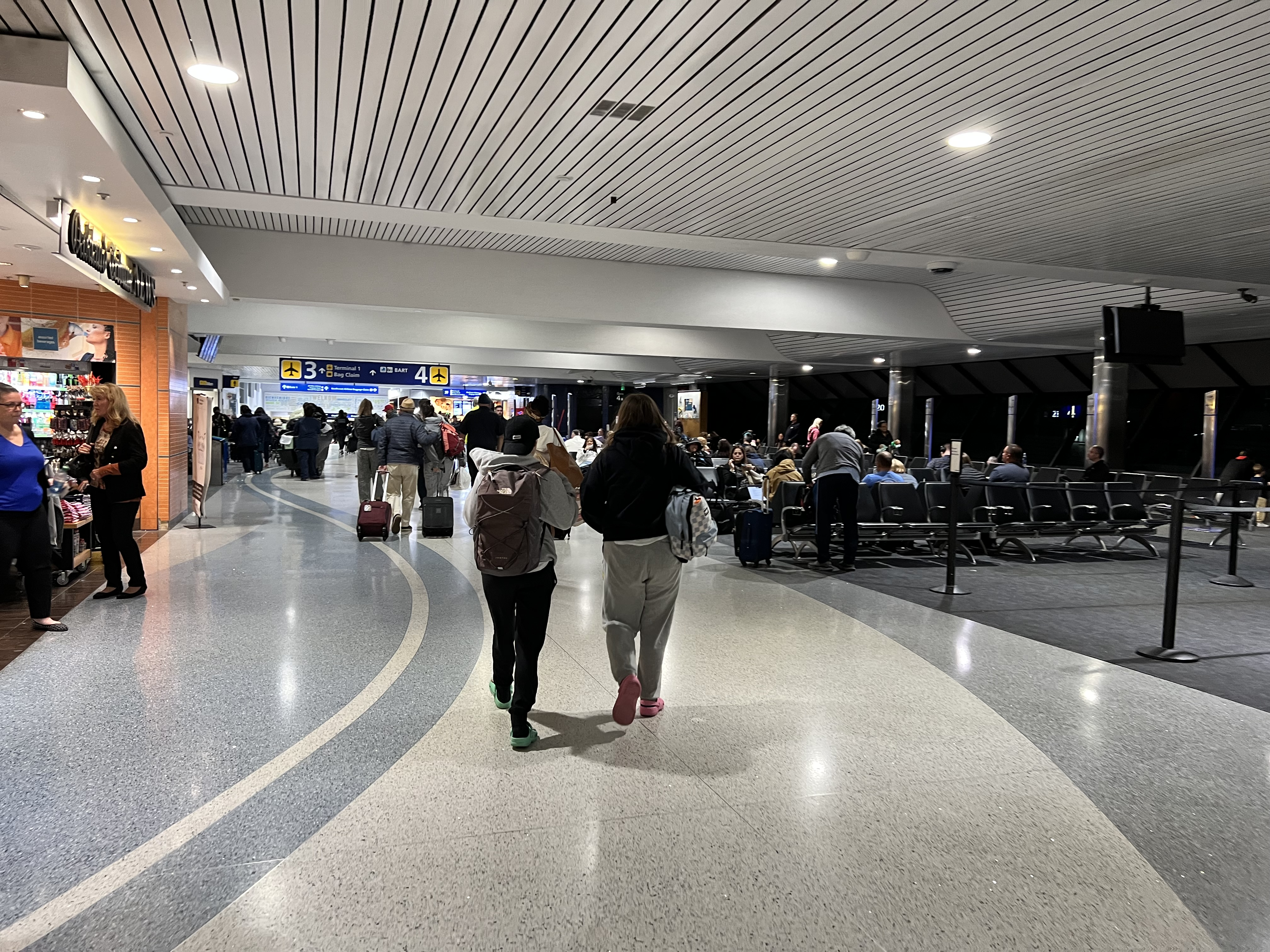
Terminal 1 del aeropuerto.

El Aeropuerto de Oakland de la Bahía de San Francisco cubre un área de 1,100 ha. (2,600 acres) que contiene cuatro pistas de aterrizaje: Los cambios en el campo magnético de la Tierra requirieron que las pistas 27 y 29 fueran rebautizadas como 28 y 30, respectivamente en 2013.
- Campo Sur (operaciones comerciales y de carga):
  - Pista 12/30: 3,206 × 46 m (10,520 × 150 pies) asfalto
- Campo Norte (operaciones de aviación general):
  - Pista 10D/28I: 1,894 × 46 m (6,213 × 150 pies) asfalto
  - Pista 10I/28D: 1,664 × 46 m (5,458 × 150 pies) asfalto
  - Pista 15/33: 1,029 × 23 m (3,376 × 75 pies) asfalto

Un número de FBOs de aviación general están localizados en el Campo Norte:
- Apoyo de aviones transitorios
  - Kaiser Air
  - Signature Flight Support
- Clubes de vuelo
  - Alameda Aero Club[11]
- Operaciones de reparación
  - Sundance Air Services[12]
- Otros
  - Aerial Advertising Services
  - Museo de Aviación de Oakland, antiguamente Museo Aeroespacial del Oeste
  - Pacific Aerial Surveys

Para el período de 12 meses que finalizó el 31 de diciembre de 2008, el aeropuerto tuvo 269,631 operaciones de aeronaves, un promedio de 740 por día: el 46% de aviación general (188,064), el 42% de aviación comercial, el 12% de taxi aéreo y < 1% operaciones militares. Hay 277 aviones con base en este aeropuerto: 51% monomotores, 34% multi-motor, 10% jets y el 4% de helicópteros.

## Terminales
El complejo de terminales de pasajeros en el Aeropuerto de Oakland de la Bahía de San Francisco consta de dos terminales de pasajeros - T1 y T2. Ambos terminales están conectados entre sí en las zonas de seguridad y puerta posterior, lo que permite a los pasajeros llegar directamente a sus vuelos de conexión sin tener que volver a entrar en el control de seguridad. Ambas terminales cuentan con instalaciones de Aduanas y Protección Fronteriza de los Estados Unidos.
El chequeo de TSA ya está disponible en OAK en ambas terminales (un carril dedicado está abierto durante las horas pico, todas las otras horas los miembros de predespacho pueden usar carriles regulares).

### Terminal 1
La Terminal 1 del aeropuerto sirve actualmente a Advanced Air, Alaska Airlines, Allegiant Air, Azores Airlines, Delta Air Lines, Hawaiian Airlines, JetBlue Airways, Spirit Airlines, Sun Country Airlines, Viva, Volaris y Volaris El Salvador. La planta baja alberga el área de reclamo de equipaje, aduanas y la mayoría de los mostradores de boletos (mientras que los mostradores de boletos de Volaris y Hawaiian están en el nivel 2). El nivel 2 alberga el control de seguridad con acceso a las puertas 1-17 (las puertas 1 y 3 son puertas internacionales) cerca de la puerta 4 hay un conector a las puertas 20-32 de la T2. La Terminal 1 tiene un área de tránsito de pasajeros; un salón en tránsito (en el nivel 2), así como una estación objetos perdidos. Tres establecimientos de comidas y bebidas y un quiosco de periódicos están antes de seguridad seguridad, mientras que todos los demás alimentos y bebidas, tienda duty-free, quioscos, bares y puestos de zapatos están en las puertas pasando seguridad.

### Terminal 2
La Terminal 2 del aeropuerto es servida exclusivamente por Southwest Airlines, tiene un área de reclamo de equipaje y puestos de venta de boletos, con control de seguridad en el centro y acceso a las puertas 20-25 y puertas 26-32. En la puerta 20 de la T2 está el conector a las puertas 1-17 de la T1. Mientras que antes de seguridad ofrece una cafetería y un quiosco, todas las otras concesiones se encuentran en las puertas pasando seguridad.

## Aerolíneas y destinos

### Pasajeros
| Aerolíneas           | Destinos |
| -------------------- | --- |
| Advanced Air         | Crescent City |
| Alaska Airlines      | Portland (OR), Seattle/Tacoma |
| Allegiant Air        | Bellingham Estacional: Bozeman, Glacier Park/Kalispell, Idaho Falls, Missoula |
| Delta Air Lines      | Salt Lake City |
| Delta Connection     | Salt Lake City |
| Hawaiian Airlines    | Honolulu, Kahului, Lihue |
| JSX                  | Burbank, Las Vegas, San Diego/Carlsbad, Scottsdale |
| Southwest Airlines   | Albuquerque, Austin, Boise, Burbank, Chicago–Midway, Dallas–Love, Denver, Eugene, Honolulu, Houston–Hobby, Kahului, Kansas City, Las Vegas, Lihue, Long Beach, Los Ángeles, Ontario, Orange County, Palm Springs, Phoenix–Sky Harbor, Portland (OR), Reno/Tahoe, Salt Lake City, San Diego, San José del Cabo, Santa Bárbara, Seattle/Tacoma, Spokane Estacional: Nashville, San Luis |
| Spirit Airlines      | Las Vegas, Orange County, San Diego |
| Sun Country Airlines | Estacional: Mineápolis/St. Paul |
| Viva                 | Guadalajara, Monterrey |
| Volaris              | Ciudad de México, Guadalajara, León/El Bajío, Morelia, San José del Cabo, Zacatecas |
| Volaris El Salvador  | San Salvador |

### Carga
| Aerolíneas    | Destinos |
| ------------- | --- |
| Aeronaves TSM | El Paso, Laredo |
| FedEx Express | Anchorage, Auckland, Cincinnati, Fort Worth/Alliance, Fresno, Guadalajara, Honolulu, Indianápolis, Las Vegas, Lieja, Los Ángeles, Memphis, Mineápolis/St. Paul, Newark, Ontario, Osaka–Kansai, Phoenix–Sky Harbor, Portland (OR), Reno/Tahoe, Salt Lake City, San Diego, Seattle/Tacoma, Shanghái–Pudong, Sídney, Tokio–Narita, Vancouver |
| UPS Airlines  | Boise, Chicago–Rockford, Columbia (SC), Dallas/Fort Worth, Filadelfia, Louisville, Ontario, Portland (OR), Salt Lake City, San Bernardino |

### Destinos nacionales
Se brinda servicio a 38 ciudades dentro del país a cargo de 10 aerolíneas. 
| Destinos nacionales del Aeropuerto de Oakland OAK ABQ AUS BLI BOI BZN BUR MDW CEC DAL DEN EUG HNL IAH HOU IDA FCA OGG MCI LAS LIH LGB LAX MSP MSO BNA ONT SNA PSP PHX PDX RNO SLC SAN CLD STL SBA SEA SCF GEG | Destinos nacionales del Aeropuerto de Oakland OAK ABQ AUS BLI BOI BZN BUR MDW CEC DAL DEN EUG HNL IAH HOU IDA FCA OGG MCI LAS LIH LGB LAX MSP MSO BNA ONT SNA PSP PHX PDX RNO SLC SAN CLD STL SBA SEA SCF GEG | Destinos nacionales del Aeropuerto de Oakland OAK ABQ AUS BLI BOI BZN BUR MDW CEC DAL DEN EUG HNL IAH HOU IDA FCA OGG MCI LAS LIH LGB LAX MSP MSO BNA ONT SNA PSP PHX PDX RNO SLC SAN CLD STL SBA SEA SCF GEG | Destinos nacionales del Aeropuerto de Oakland OAK ABQ AUS BLI BOI BZN BUR MDW CEC DAL DEN EUG HNL IAH HOU IDA FCA OGG MCI LAS LIH LGB LAX MSP MSO BNA ONT SNA PSP PHX PDX RNO SLC SAN CLD STL SBA SEA SCF GEG | Destinos nacionales del Aeropuerto de Oakland OAK ABQ AUS BLI BOI BZN BUR MDW CEC DAL DEN EUG HNL IAH HOU IDA FCA OGG MCI LAS LIH LGB LAX MSP MSO BNA ONT SNA PSP PHX PDX RNO SLC SAN CLD STL SBA SEA SCF GEG | Destinos nacionales del Aeropuerto de Oakland OAK ABQ AUS BLI BOI BZN BUR MDW CEC DAL DEN EUG HNL IAH HOU IDA FCA OGG MCI LAS LIH LGB LAX MSP MSO BNA ONT SNA PSP PHX PDX RNO SLC SAN CLD STL SBA SEA SCF GEG | Destinos nacionales del Aeropuerto de Oakland OAK ABQ AUS BLI BOI BZN BUR MDW CEC DAL DEN EUG HNL IAH HOU IDA FCA OGG MCI LAS LIH LGB LAX MSP MSO BNA ONT SNA PSP PHX PDX RNO SLC SAN CLD STL SBA SEA SCF GEG | Destinos nacionales del Aeropuerto de Oakland OAK ABQ AUS BLI BOI BZN BUR MDW CEC DAL DEN EUG HNL IAH HOU IDA FCA OGG MCI LAS LIH LGB LAX MSP MSO BNA ONT SNA PSP PHX PDX RNO SLC SAN CLD STL SBA SEA SCF GEG | Destinos nacionales del Aeropuerto de Oakland OAK ABQ AUS BLI BOI BZN BUR MDW CEC DAL DEN EUG HNL IAH HOU IDA FCA OGG MCI LAS LIH LGB LAX MSP MSO BNA ONT SNA PSP PHX PDX RNO SLC SAN CLD STL SBA SEA SCF GEG |
| Destinos | Southwest Airlines | Allegiant Air | JSX | Spirit Airlines | Hawaiian Airlines | Otra | # | |
| --- | --- | --- | --- | --- | --- | --- | --- | --- |
| Albuquerque (ABQ) | • | | | | | | 1 | |
| Austin (AUS) | • | | | | | | 1 | |
| Bellingham (BLI) | | • | | | | | 1 | |
| Boise (AUS) | • | | | | | | 1 | |
| Bozeman (BZN) | | • | | | | | 1 | |
| Burbank (BUR) | • | | • | | | | 2 | |
| Chicago (MDW) | • | | | | | | 1 | |
| Crescent City (CEC) | | | | | | Advanced Air | 1 | |
| Dallas (DAL) | • | | | | | | 1 | |
| Denver (DEN) | • | | | | | | 1 | |
| Eugene (EUG) | • | | | | | | 1 | |
| Honolulu (HNL) | • | | | | • | | 2 | |
| Houston (HOU) | • | | | | | | 1 | |
| Idaho Falls (IDA) | | • | | | | | 1 | |
| Kahului (OGG) | • | | | | • | | 2 | |
| Kalispell (FCA) | | • | | | | | 1 | |
| Kansas City (MCI) | • | | | | | | 1 | |
| Las Vegas (LAS) | • | | • | • | | | 3 | |
| Lihue (LIH) | • | | | | • | | 2 | |
| Long Beach (LGB) | • | | | | | | 1 | |
| Los Ángeles (LAX) | • | | | | | | 1 | |
| Mineápolis (MSP) | | | | | | Sun Country Airlines | 1 | |
| Missoula (MSO) | | • | | | | | 1 | |
| Nashville (BNA) | • | | | | | | 1 | |
| Ontario (ONT) | • | | | | | | 1 | |
| Orange County (SNA) | • | | | • | | | 2 | |
| Palm Springs (PSP) | • | | | | | | 1 | |
| Phoenix (PHX) | • | | | | | | 1 | |
| Portland (PDX) | • | | | | | Alaska Airlines | 2 | |
| Reno (RNO) | • | | | | | | 1 | |
| Salt Lake City (SLC) | • | | | | | Delta Air Lines / Delta Connection | 3 | |
| San Diego (SAN) | • | | | • | | | 2 | |
| San Diego (CLD) | | | • | | | | 1 | |
| San Luis (STL) | • | | | | | | 1 | |
| Santa Bárbara (SBA) | • | | | | | | 1 | |
| Seattle (SEA) | • | | | | | Alaska Airlines | 2 | |
| Scottsdale (SCF) | | | • | | | | 1 | |
| Spokane (GEG) | • | | | | | | 1 | |
| Total | 29 | 5 | 4 | 3 | 3 | 6 | 38 | |

### Destinos internacionales
Se ofrece servicio a 8 destinos internacionales, a cargo de 3 aerolíneas.
| Ciudades por países                       | Nombre del aeropuerto                                | Aerolíneas                   |              |              |
| Norteamérica                              | Norteamérica                                         | Norteamérica                 | Norteamérica | Norteamérica |
| ----------------------------------------- | ---------------------------------------------------- | ---------------------------- | ------------ | ------------ |
| México (7 destinos, 3 aerolíneas)         |                                                      |                              |              |              |
| Ciudad de México                          | Aeropuerto Internacional de la Ciudad de México      | Volaris                      |              |              |
| Guadalajara                               | Aeropuerto Internacional de Guadalajara              | Viva / Volaris               |              |              |
| León                                      | Aeropuerto Internacional del Bajío                   | Volaris                      |              |              |
| Monterrey                                 | Aeropuerto Internacional de Monterrey                | Viva                         |              |              |
| Morelia                                   | Aeropuerto Internacional General Francisco J. Múgica | Volaris                      |              |              |
| San José del Cabo                         | Aeropuerto Internacional de Los Cabos                | Southwest Airlines / Volaris |              |              |
| Zacatecas                                 | Aeropuerto Internacional de Zacatecas                | Volaris                      |              |              |
| Centroamérica                             |                                                      |                              |              |              |
| El Salvador (1 destino, 1 aerolínea)      |                                                      |                              |              |              |
| San Salvador                              | Aeropuerto Internacional de El Salvador              | Volaris El Salvador          |              |              |
| Total: 8 destinos, 2 países, 3 aerolíneas |                                                      |                              |              |              |

## Estadísticas

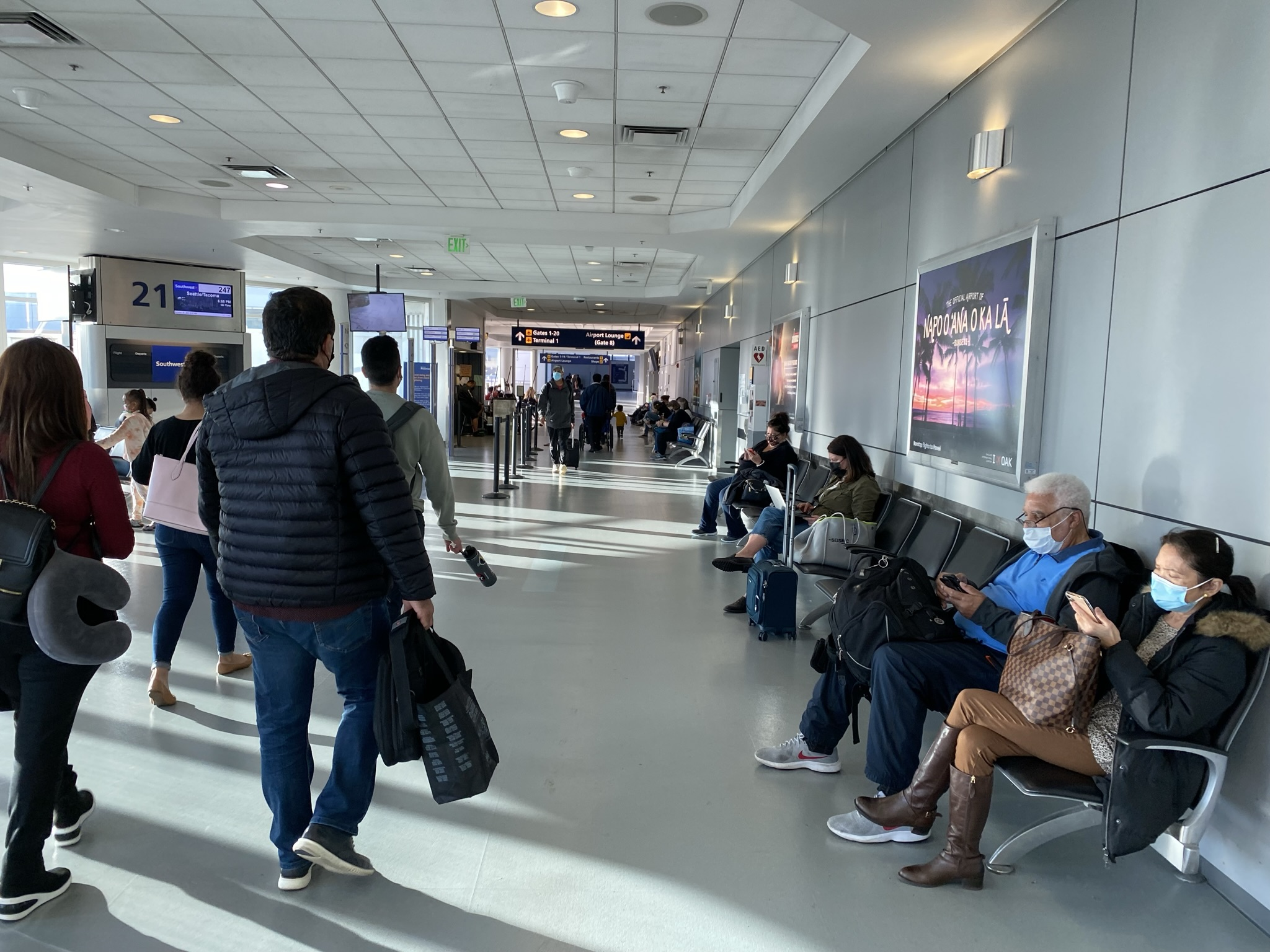
Terminal 2 del aeropuerto.

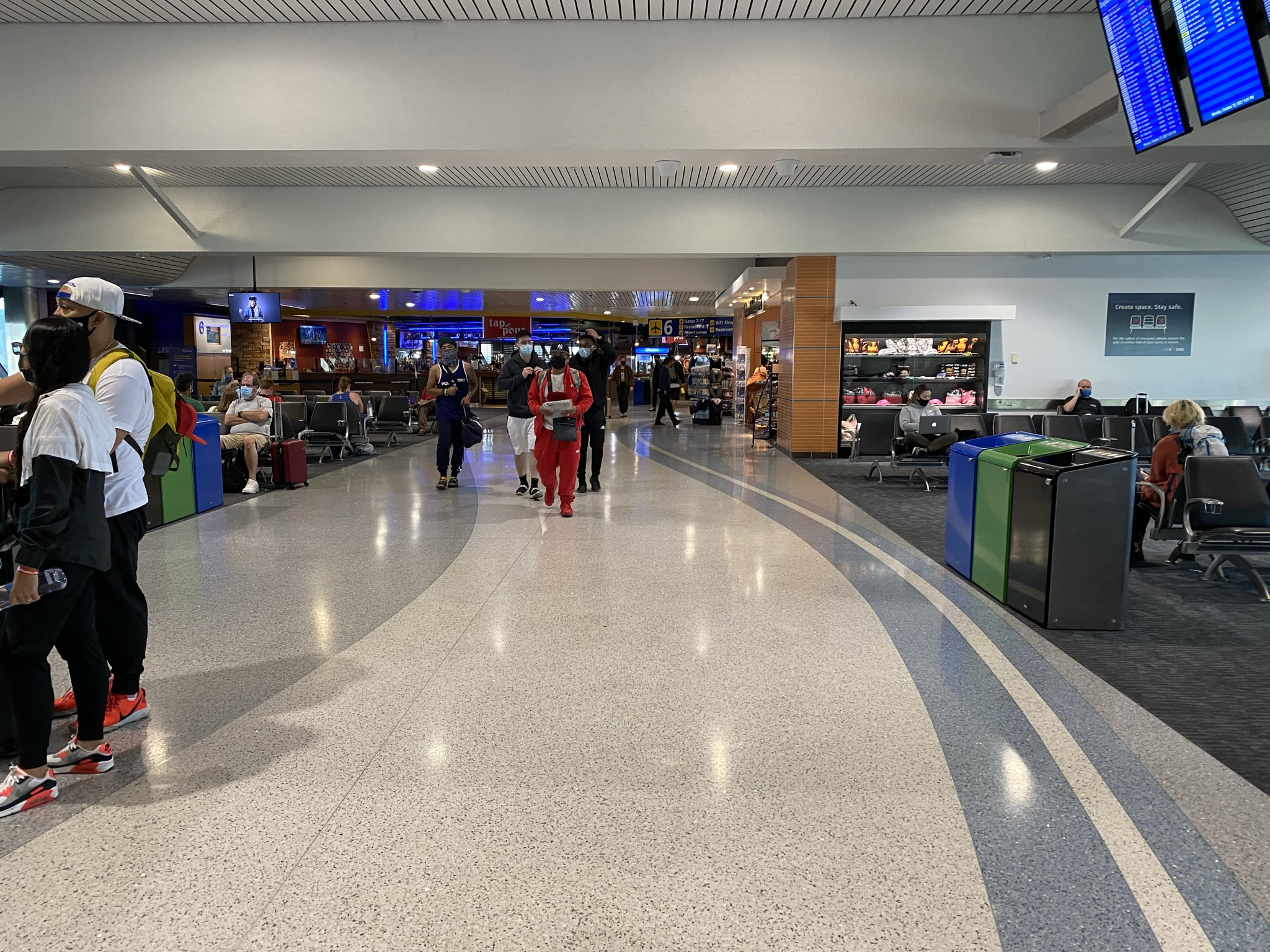
Terminal 1 del aeropuerto

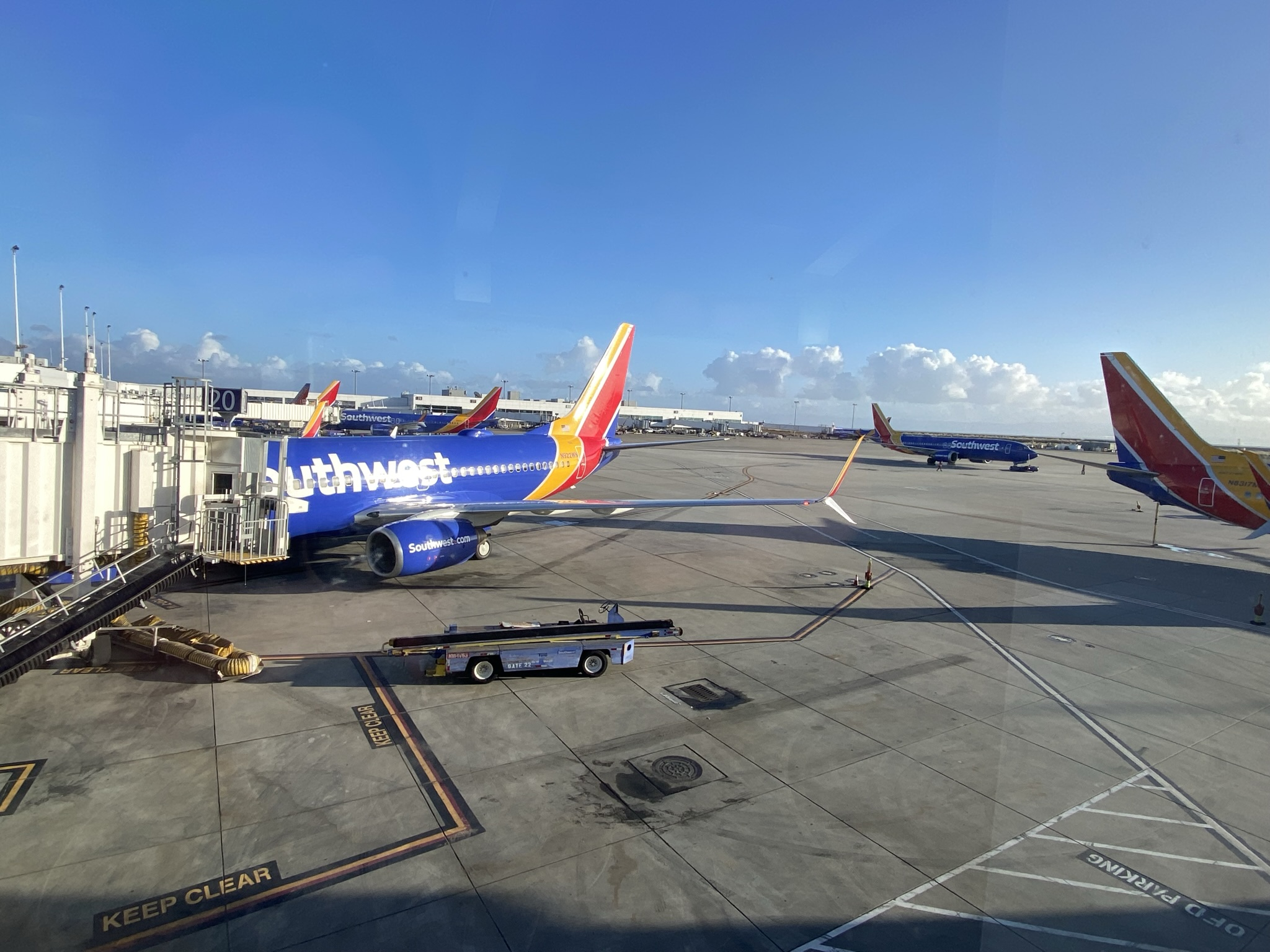
Aviones de Southwest en la Terminal 2 del aeropuerto.

### Rutas más transitadas
| Puesto | Ciudad                    | Pasajeros | Aerolíneas                                                 |
| ------ | ------------------------- | --------- | ---------------------------------------------------------- |
| 1      | Las Vegas, Nevada         | 601,000   | Allegiant Air, JSX, Southwest Airlines, Spirit Airlines    |
| 2      | San Diego, California     | 367,000   | Southwest Airlines                                         |
| 3      | Los Ángeles, California   | 365,000   | Southwest Airlines, Spirit Airlines                        |
| 4      | Burbank, California       | 320,000   | JSX, Southwest Airlines                                    |
| 5      | Seattle, Washington       | 308,000   | Alaska Airlines, Southwest Airlines                        |
| 6      | Phoenix, Arizona          | 274,000   | American Airlines, American Eagle, Southwest Airlines      |
| 7      | Orange County, California | 257,000   | JSX, Southwest Airlines                                    |
| 8      | Denver, Colorado          | 236,000   | Frontier Airlines, Southwest Airlines                      |
| 9      | Portland, Oregon          | 214,000   | Alaska Airlines, Southwest Airlines                        |
| 10     | Salt Lake City, Utah      | 191,000   | Delta Air Lines, Delta Connection, JSX, Southwest Airlines |

| Puesto | Ciudad                    | Pasajeros | Aerolíneas          |
| ------ | ------------------------- | --------- | ------------------- |
| 1      | Guadalajara, México       | 210,544   | Volaris             |
| 2      | Morelia, México           | 66,423    | Volaris             |
| 3      | León, México              | 65,630    | Volaris             |
| 4      | Ciudad de México, México  | 64,104    | Volaris             |
| 5      | San Salvador, El Salvador | 14,580    | Volaris El Salvador |
| 6      | San José del Cabo, México | 13,571    | Southwest Airlines  |
| 7      | Terciera, Portugal        | 4,968     | Azores Airlines     |

### Tráfico anual
| Año  | Pasajeros  | Año  | Pasajeros  | Año  | Pasajeros  | Año  | Pasajeros  |
| ---- | ---------- | ---- | ---------- | ---- | ---------- | ---- | ---------- |
| 1991 | 6,181,251  | 2001 | 11,416,579 | 2011 | 9,266,570  | 2021 | 8,142,320  |
| 1992 | 6,542,120  | 2002 | 12,634,905 | 2012 | 10,040,864 | 2022 | 11,146,229 |
| 1993 | 7,493,782  | 2003 | 13,548,363 | 2013 | 9,742,887  | 2023 | 11,239,075 |
| 1994 | 8,345,725  | 2004 | 14,098,327 | 2014 | 10,336,788 | 2024 | 10,820,939 |
| 1995 | 9,834,869  | 2005 | 14,417,575 | 2015 | 11,205,063 |      |            |
| 1996 | 9,734,859  | 2006 | 14,433,669 | 2016 | 12,070,967 |      |            |
| 1997 | 9,144,806  | 2007 | 14,613,489 | 2017 | 13,072,245 |      |            |
| 1998 | 9,231,553  | 2008 | 11,474,456 | 2018 | 13,594,251 |      |            |
| 1999 | 9,879,518  | 2009 | 9,505,281  | 2019 | 13,378,411 |      |            |
| 2000 | 10,620,798 | 2010 | 9,542,333  | 2020 | 4,622,029  |      |            |

## Transporte terrestre

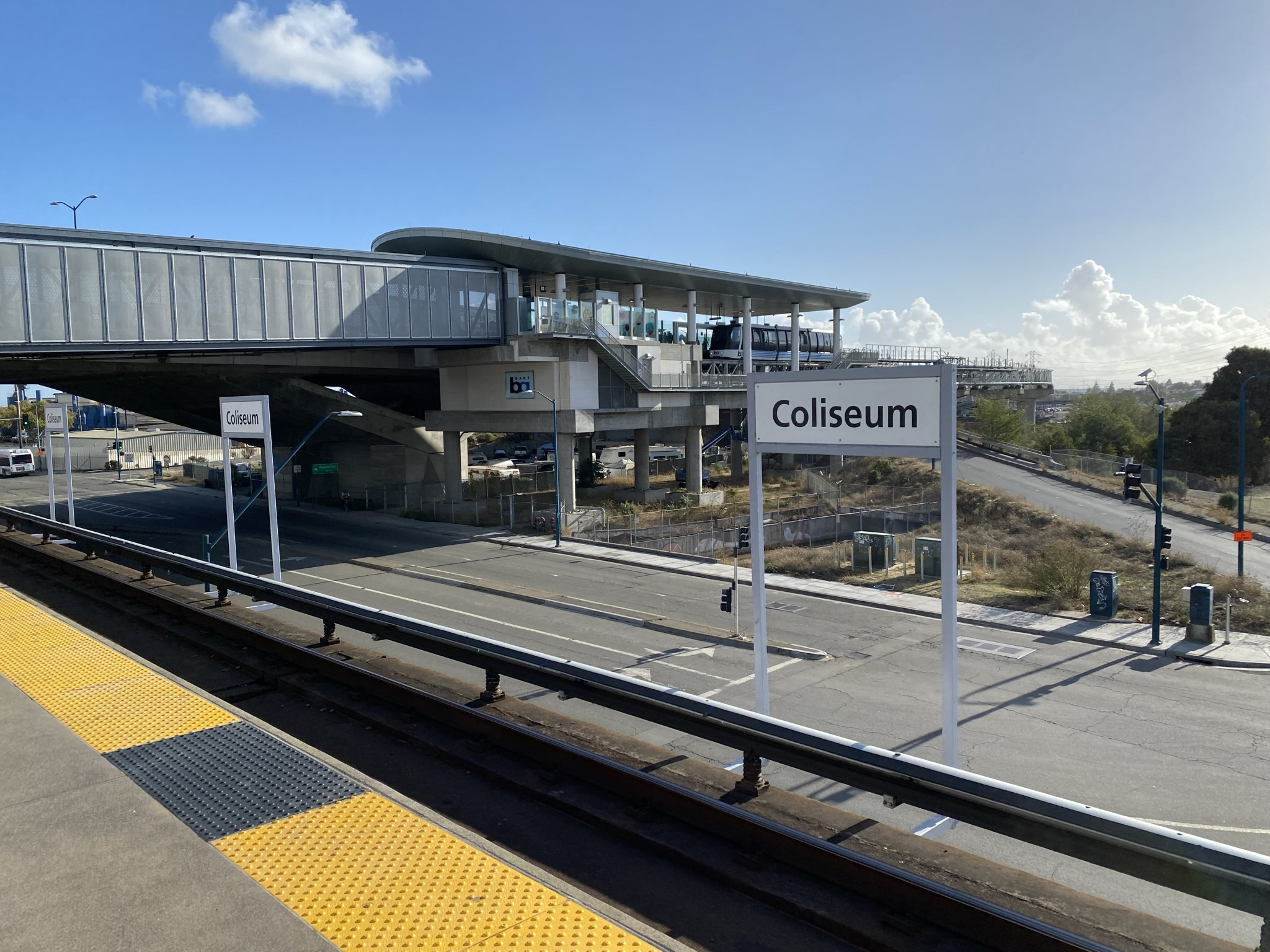
Estación Coliseum del Bart que conecta al aeropuerto.

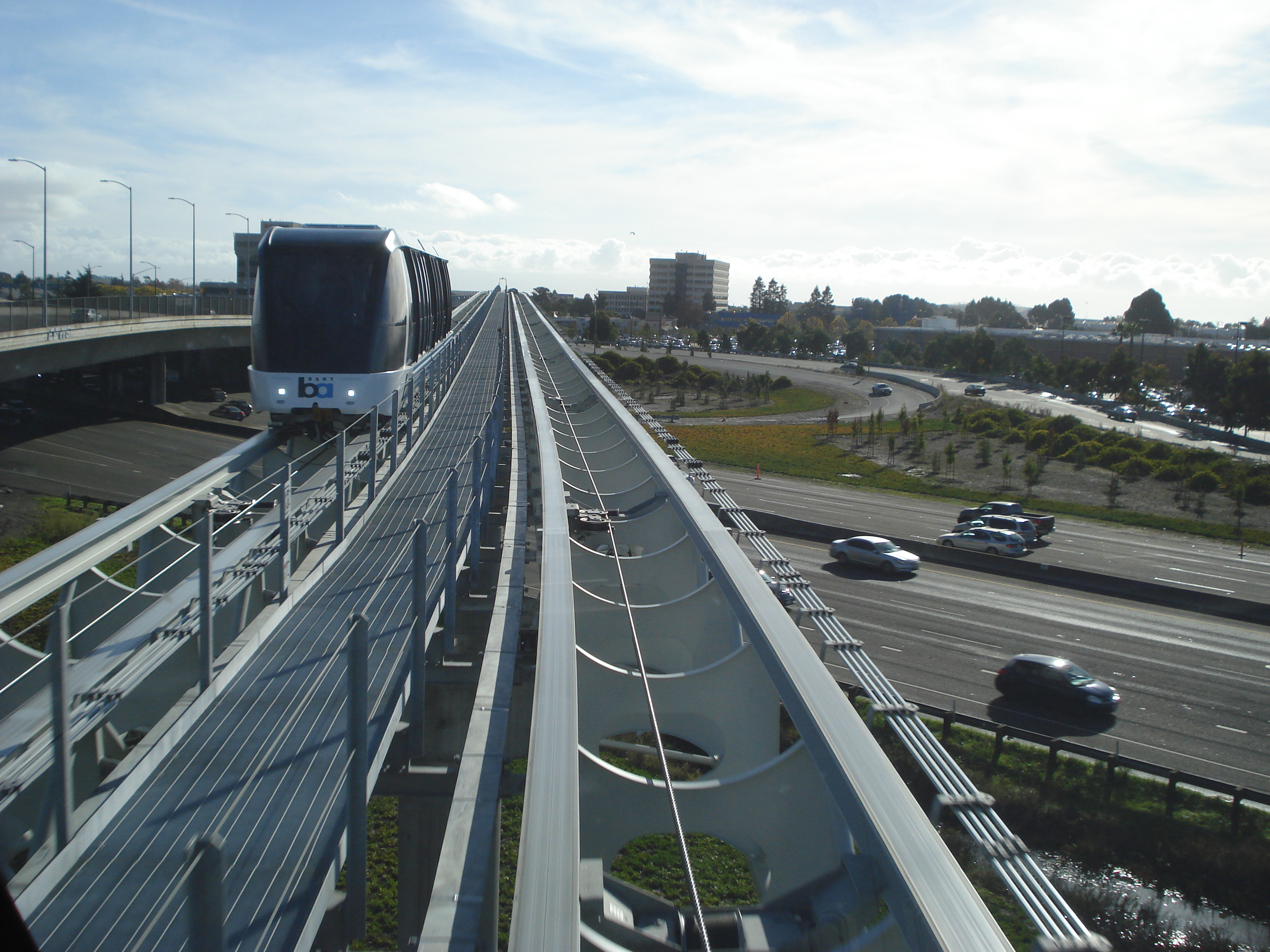
Línea de Aeropuerto Internacional de Oakland-BART Coliseo en el fondo

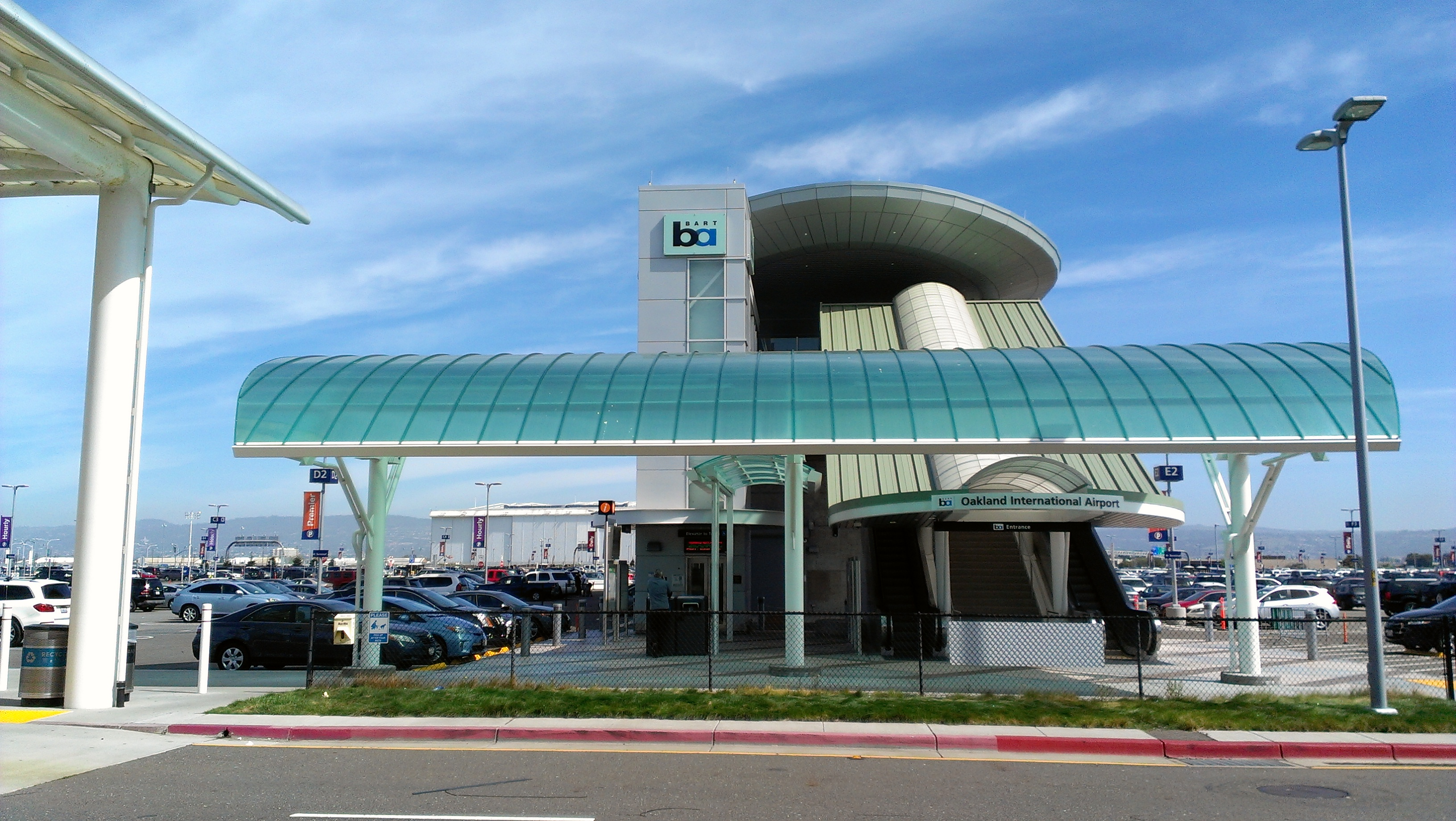
Aeropuerto Internacional de Oakland (estación BART)

### BART
La línea del Coliseo–Aeropuerto Internacional de Oakland, también conocido como BART a OAK, es un sistema de tránsito de la vía guía automatizado (AGT) que conecta la estación de BART Coliseo y el aeropuerto internacional de Oakland (estación BART) edificios de la terminal. Los vehículos AGT salen del aeropuerto y la estación de Coliseum cada cinco minutos durante las horas punta diarios, y están diseñados para el transporte de viajeros desde y hacia el aeropuerto en unos ocho minutos con un rendimiento del tiempo de más de 99 por ciento. El sistema se abrió el 22 de noviembre de 2014.

### Amtrak
El tren Amtrak Capitol Corridor esta justo en la estación de BART Coliseum. La pasarela peatonal conecta ambas plataformas.

### Autobús
Hay tres AC Transit rutas que sirven el Aeropuerto de Oakland de la Bahía de San Francisco, dos durante el día y uno durante la noche.
- Línea 73 ofrece servicio desde el Centro de Tránsito de Eastmont en el aeropuerto de Oakland a través de la estación Coliseum del BART. Este servicio ofrece una alternativa más barata al Aeropuerto Conector Oakland.
- Línea 21 proporciona servicio hacia el norte desde el aeropuerto hasta Alameda y Fruitvale (estación BART).
- Línea 805 proporciona servicio al aeropuerto internacional de la Bahía de San Francisco Oakland durante la tarde noche y madrugada hora a través de la estación de Coliseum, MacArthur Blvd y el Centro de Tránsito de Eastmont.

### Carretera
El Aeropuerto de Oakland de la Bahía de San Francisco es accesible desde la Interestatal 880 (autopista Nimitz) que está a 3 kilómetros (2 millas) de distancia. Al aeropuerto se puede llegar por la salida Hegenberger Road o la Avenida 98 hacia el oeste, las dos calles convergen en la carretera del aeropuerto antes de pasar a su alrededor frente a las terminales.

### Taxi
Los taxis salen de zonas designadas de taxis ubicados tanto en la Terminal 1 y 2 del aeropuerto acera.
Compartir servicios Ride (o empresas de la red de transporte) como Lyft, Uber y Wingz están disponibles a través de su respectiva aplicación móvil y pueden ser recogidos y dejan en el terminal de la acera.

## Aeropuertos cercanos
Los aeropuertos más cercanos son:
- Aeropuerto Internacional de San Francisco (18 km)
- Aeropuerto Internacional de San José (47 km)
- Aeropuerto Metropolitano de Stockton (87 km)
- Aeropuerto Charles M. Schulz - Condado de Sonoma (101 km)
- Aeropuerto de la ciudad-condado de Modesto (111km)